# Сычево (Смоленская область)
Сычево — деревня в Новодугинском районе Смоленской области России. Входит в состав Высоковского сельского поселения. 
Расположена в северо-восточной части области в 12 км к югу от Новодугина, в 4 км восточнее автодороги Р134 «Старая Смоленская дорога» Смоленск — Дорогобуж — Вязьма — Зубцов, на берегу реки Салик. В 0,5 км восточнее деревни расположена железнодорожная станция Александрино на линии Вязьма — Ржев. 

## История
В годы Великой Отечественной войны деревня была оккупирована гитлеровскими войсками в октябре 1941 года, освобождена в марте 1943 года.
В деревне родился полный кавалер ордена Славы Пётр Пузырьков.